# Ulrich Kleemann
Ulrich Kleemann, nemški general, * 23. marec 1892, † 3. januar 1963.